# 박춘섭
박춘섭(朴春燮, 1960년 ~ )은 대한민국의 제34대 조달청장을 역임한 공무원이다. 충청북도 단양군 출신이다.

## 학력
- 유성중학교 졸업
- 대전고등학교 졸업
- 서울대학교 국제경제학과 졸업
- 맨체스터 대학교 대학원 경제학 석사

## 경력
- 제31회 행정고시 합격
- 1999년 1월 예산청 예산정책과
- 2003년 4월 기획예산처 투자관리과장
- 2006년 5월 ~ 2008년 3월 기획예산처 재정운용실 중기재정계획과장
- 2008년 3월 기획재정부 예산실 예산총괄과장
- 2009년 3월 국회 예산결산특별위원회 부이사관
- 2011년 4월 ~ 2012년 1월 국무총리실 국정운영2실 재정금융정책관
- 2012년 1월 ~ 2013년 4월 기획재정부 대변인
- 2013년 4월 ~ 2014년 8월 기획재정부 예산실 경제예산심의관
- 2014년 8월 ~ 2015년 10월 기획재정부 예산실 예산총괄심의관
- 2015년 10월 ~ 2017년 7월 기획재정부 예산실장
- 2017년 7월 ~ 2018년 12월 : 제34대 조달청장
- 공공기관운영위원회 위원
- 공기업 경영평가단 단장
- 조달정책심의위원회 위원
- 충북대학교 세종국가정책대학원 객원교수
- 2022년 3월 ~ 2022년 9월: KAI 사외이사
  - KAI 감사위원회 위원
  - KAI 이사후보추천위원회 위원
  - KAI ESG위원회 위원
- 2022년 6월 : 대한체육회 사무총장
- 2023년 4월 ~ 2023년 11월: 한국은행 금융통화위원회 위원
- 2023년 12월 ~ 2025년 6월: 대통령비서실 경제수석
- 국민경제자문회의 간사위원

| 전임 정양호 | 제34대 조달청장 2017년 7월 17일 ~ 2018년 12월 14일 | 후임 정무경 |

| 전임 최상목 | 제2대 대통령비서실 경제수석 2023년 12월 1일 ~ 2025년 6월 3일 |  |